# Makara (Nueva Zelanda)
Makara, oficialmente Mākara, es una localidad ubicada en el borde occidental de Wellington, Nueva Zelanda, cercano a la orilla del Mar de Tasmania. El suburbio se llama así por el Arroyo Makara (mā es blanco en Māori, kara es una clase de piedra grauvaca).
La localidad de Makara Beach, que es considerada por el Ayuntamiento de Wellington como un suburbio por separado, tiene un área de aparcamiento para los visitantes de la playa. 
Con acceso por una carretera serpenteante de Karori o Ohariu, Makara es un área rural con escaso desarrollo.

## Historia
En el siglo XIX hubo una pequeña cantidad de minería de oro en la Granja Terawhiti, pero no se encontraron depósitos para poder extraer el mineral a gran escala. Aún existen túneles asociados a la actividad minera en las laderas.
En 1921 se inauguró el Makara War Memorial, construido en memoria de los residentes locales que murieron en la Primera Guerra Mundial, y otro fue añadido después de la Segunda Guerra Mundial.
Por Oteranga Bay, un suburbio de Makara, sale a tierra el cable del Enlace HVDC Inter-Island proveniente de la Isla Sur. La línea del HVDC empezó a operar en abril de 1965 y fue en aquella época el cable submarino más grande del mundo.
En 2019, el nombre de la localidad fue oficialmente cambiado a Mākara.

## Makara Beach
Makara Beach es un "pueblo" costero, y propone ajustarse al cambio climático y a los eventos climáticos severos.

## Instalaciones

### Parques y reservas
En la playa hay una pasarela de 6 km gestionada por el Departamento de Conservación que sigue la costa antes de subir gradualmente a las partes superiores del acantilado.
Hay también un paseo de dos horas desde Makara a Boom Rock que cruza el Arroyo Makara.
Existe un pequeño acceso de barcas en el extremo norte de Makara Beach.

## Educación
El colegio Makara Model School es  la escuela local de educación primaria y el centro de emergencia comunitaria.